# ケンタウルス座ガンマ星
ケンタウルス座γ星（ケンタウルスざガンマせい、γ Cen）は、ケンタウルス座の恒星で2等星。

## 特徴
実視等級が2.82等と2.88等で、ほぼ同じ明るさの白いA型準巨星からなる二重星である。互いに83年の周期で公転する実視連星でもあるが、最も離れたときでも角距離が1.6秒と小さく、その距離も2009年時点では年々減少傾向にあり、小口径の天体望遠鏡で分離することは不可能である。最低でも口径15センチが必要となる。
| 年     | 角距離 | 位置角 |
| ------ | ------ | ------ |
| 1990年 | 1.4"   | 353°   |
| 2000年 | 1.0"   | 347°   |
| 2005年 | 0.7"   | 341°   |
| 2010年 | 0.4"   | 324°   |

さらに、46分離れたA型3.85等星のケンタウルス座τ星（ケンタウルス座γ星D）が、固有運動などから、98%の確率で物理的な連星だとされている。角距離46分は距離にすると1.7光年だが、視線方向に距離がある（地球からの距離に差がある）かもしれないので実際の距離は1.7光年以上である。
なお、Cは59秒離れた14.4等星だが、連星かどうかは不明である。

## 名称
ケンタウルス座γ星は、固有名を Muhlifain［ムリファイン］というおおいぬ座γ星の固有名ムリフェインと同じアラビア語を語源としているが別ものである。この星と、語源となっているアラビア固有の星座 al-Muhlifān ［アル＝ムフリファーン］とは直接関係ない。 比較的新しく、20世紀の中頃、航海暦の編集者によって命名されたものの一つである。
中国では、角宿の星官庫樓の第7星であり、庫樓七と呼ばれる。庫樓（ころう）の中国語での発音は Kù Lóu（クーロウ）であり、γ星は西洋で Koo Low と呼ばれることがある。ただし庫樓の最輝星はγ星ではなく、2.06等星のθ星である。